# Robert Garrow
Robert Francis Garrow (* 4. März 1936 in Dannemora, New York; † 11. September 1978 in Beacon, New York) war ein US-amerikanischer Serienmörder.

## Leben
Robert Francis Garrow wurde als eines von sechs Kindern eines frankokanadischen Ehepaares in Dannemora (New York) geboren. Während eines seiner Geschwister in jungen Jahren starb, wurde der Älteste zur Adoption freigegeben. Garrow wuchs in einem Haushalt auf, in dem der Vater schwerer Alkoholiker war, und die Mutter die Kinder wegen kleinerer Übertretungen schlug. Dabei verwendete sie über einen Gürtel, ein Brecheisen bis hin zu einem Ziegelstein alles, dessen sie habhaft werden konnte. Eines Tages prügelte sie Garrow beinahe zu Tode.
Garrow hatte keine Freunde und genoss auch keine Schulbildung. Im Alter von sieben Jahren wurde er 1943 als Stallbursche auf eine Nachbarsfarm nach Moriah geschickt. Hier lebte er bis zum Alter von 15 Jahren. Im Alter von zehn Jahren begann er seine Sexualität zu erkunden, indem er eigenen Angaben nach Geschlechtsverkehr mit den Tieren auf der Farm vollzog. Auch benutzte er die Melkmaschine zu Masturbationszwecken. Als er seinen Vater einmal schlug, wurde er 1943 in eine Besserungsanstalt eingewiesen.
1952 wurde der 16-jährige Garrow Soldat der United States Air Force. Hier wurde Garrow wegen seines Bettnässens verspottet, etwas, woran er sein Leben lang leiden sollte. Als man ihm 1953 nachweisen konnte, dass er Geld von einem seiner vorgesetzten Offiziere gestohlen hatte, wurde er von einem Militärgericht angeklagt und in Florida, wo er stationiert war, zu einer sechsmonatigen Haftstrafe verurteilt. 1956 kehrte er nach New York State zurück, wo er sich mit Gelegenheitsjobs aller Art mehr schlecht als recht finanziell über Wasser hielt. Er verlor binnen kurzer Zeit sämtliche Arbeitsstellen. 1957 heiratete er und bekam mit seiner Frau Edith einen gemeinsamen Sohn, Robert junior. Mit seiner Familie zog Garrow nach Albany, wo er Arbeit als Koch in einem Fastfood-Restaurant gefunden hatte. Als er in das Restaurant einbrach, um an Geld zu kommen, und man ihm den Einbruch nachweisen konnte, verlor er auch diesen Arbeitsplatz. Seinem Anwalt gab er später zu Protokoll, er habe damals eine homosexuelle Beziehung zu einem dominanten schwulen Mann gepflegt, der ihn dazu genötigt hätte, den Einbruch zu begehen.
1961 wurde Garrow wegen Vergewaltigung verhaftet. So soll er ein Mädchen und einen Jungen in Syracuse sexuell missbraucht haben. Er wurde in die Clinton Correctional Facility, ein Gefängnis in Dannemora eingewiesen. Hier verbrachte er die kommenden sieben Jahre, in denen er eigenen Angaben nach von Wärtern wie Mitgefangenen sexuell missbraucht worden sein. 1968 kam er wieder auf freien Fuß und fand danach Arbeit als Angestellter in einer Bäckerei. Ende der 1960er, bzw. Anfang der 1970er Jahre kam es in Syracuse immer wieder zu sexuellen Übergriffen oder Vergewaltigungen von Minderjährigen, die man Garrow jedoch nicht nachweisen konnte. 1972 wurde er verhaftet, da er nicht nur illegal Drogen besessen hatte, sondern auch zwei College-Studentinnen überfallen und versucht hatte, diese zu vergewaltigen. Da diese jedoch, vermutlich aus Furcht, keine Anzeige erstatteten, wurde Garrow erneut freigelassen.
Am 31. Mai 1973 wurde Garrow wiederum verhaftet. Erneut wurde ihm zur Last gelegt, zwei minderjährige Mädchen in Geddes vergewaltigt zu haben. Gegen eine Kaution kam Garrow wieder auf freien Fuß. Da er jedoch danach nicht vor der Anhörung vor Gericht erschien und ab diesem Zeitpunkt für die Behörden unauffindbar war, galt Garrow als Flüchtiger.
Am 11. Juli 1973, rund eineinhalb Monate nach seinem Abtauchen, nahm er die 16 Jahre alte Schülerin Alicia Hauck zu sich ins Auto. Hinter einer Wohnhausanlage fiel er über sie her, vergewaltigte und erstach sie mit einem Messer. Ihren Leichnam fand man auf dem Areal eines Friedhofs in Oakwood.
Neun Tage später, am 20. Juli 1973, hielt sich Garrow in den Wäldern in der Nähe der kleinen Gemeinde Wevertown auf. Hier hatten der 22-jährige Harvard-Student Daniel Porter aus Concord (Massachusetts)  und seine aus Skokie (Illinois) stammende 20-jährige Freundin Susan Petz ein Zelt zum Kampieren aufgebaut. Garrow fiel aus dem Nichts über das Paar her, band Daniel Porter an einen Baum und erstach ihn. Danach entführte er Susan Petz und vergewaltigte sie über einen Zeitraum von vier Tagen mehrfach. Als sie am 20. Juli versuchte, zu fliehen, fiel er über die junge Frau her und ermordete sie ebenfalls. Ihr Leichnam wurde im Schacht einer Mine bei Mineville gefunden.
Am Morgen des 29. Juli 1973 kampierten eine Gruppe von Studenten, Phil Domblewski, Carol Ann Malinowski, David Freeman und Nick Fiorello in der Nähe von Wells, etwa 40 Kilometer vom Porter-Tatort entfernt. Plötzlich erschien Garrow, der sie mit vorgehaltener Waffe bedrohte. Er wolle aus dem Auto der Freunde Treibstoff absaugen, dann würde ihnen nichts passieren. Als die Freunde dagegen protestierten und sich auch begannen zu wehren, zwang er sie einige Meter in den Wald zu gehen. Danach mussten sie sich gegenseitig an Bäume festbinden. Phil Domblewski, der am heftigsten gegen die Gewaltanwendung protestierte, wurde kurz darauf von Garrow zu Boden geprügelt und danach mit einem Messer erstochen. Freeman und Fiorello gelang es, die Fesseln zu lösen und in Richtung der Straße zu laufen. Robert Garrow gelang die Flucht in den Wald.
Ab diesem Zeitpunkt wurde Garrow von einer Hundertschaft von Polizisten, Zivilisten und Suchhunden gejagt. In der Nacht auf den 31. Juli gelang es ihm nach einer kurzen Verfolgungsjagd mit dem Auto durch die New York State Police seine Verfolger abzuschütteln. 10 weitere Tage konnte er sich vor der Polizei und seinen Verfolgern verstecken. Diese brachten sogar seine Frau Edith und seinen Sohn Robert an den Fahndungsort, um ihn zur Aufgabe zu bewegen.
Am 10. August 1973 meldete sich Garrows Schwester bei der Polizei; dieser wolle ihr einen Besuch abstatten. Da er sich nicht in das Haus der Schwester wagte, musste sie das für ihn zubereitete Essen in den Wald hinter ihrem Haus deponieren. Die Polizisten legten sich auf die Lauer. Als Garrow schließlich erschien, stellten die Polizisten ihn und forderten ihn auf, sich zu ergeben. Als Garrow die Flucht ergriff und auf die Polizisten schoss, eröffneten diese wiederum das Feuer und trafen ihn in den Rücken, das Bein und die linke Hand. Nach einem kurzen Handgemenge wurde Garrow schließlich festgenommen.
Die Schusswunden in seinem Rücken hatten zur Folge, dass Garrow ins CVPH Medical Center nach Plattsburgh eingewiesen wurde. Er musste sich einer Operation unterziehen, die er – laut den medizinischen Angaben der Ärzte – ohne bleibende Schäden überstanden hatte. Doch Garrow setzte seine ganze Schauspielkunst ein, und behauptete, er wäre querschnittgelähmt. Über seinen Anwalt beschloss er, das Klinikum und auch den Staat New York auf eine Schadensersatzforderung in der Höhe von 10 Millionen Dollar zu verklagen. Da sowohl New York, aber auch die Klinik einen Schadensersatzprozess fürchteten, willigten sie ein, Garrow in ein Gefängnis der mittleren Sicherheitsstufe einzuwilligen. In den kommenden fünf Jahren saß er ausschließlich im Rollstuhl, und mimte einen Querschnittgelähmten. Auch Teil des Deals war es, dass Garrow nicht eine lebenslange Freiheitsstrafe, sondern eine Freiheitsstrafe von 25 Jahren bekommen durfte. Der Prozess gegen Garrow wurde am 17. Juni 1974 eröffnet und endete am 1. Juli 1974 mit der bereits vorab besprochenen Freiheitsstrafe von 25 Jahren.
Garrow trat seine Haftstrafe zunächst in der Clinton Correctional Facility an, wo er bereits einmal eine Haftstrafe wegen Vergewaltigung verbüßen musste. im Frühsommer 1978 wurde er in die Fishkill Correctional Facility verlegt; ein erst ein Jahr zuvor (1977) eröffnetes neues Gefängnis, mit geringer Sicherheitsausstattung. Die Gefangenen in diesem Haus durften nicht nur außerhalb der Gefängnismauern arbeiten, sie hatten auch Zugang zu medizinischer Betreuung. Auch waren die Kontrollen beim Einlass von Angehörigen äußerst mangelhaft.
Diesen Umstand machte sich Robert Garrow zu Nutze. Am 8. September 1978 gelang es seinem mittlerweile erwachsenen Sohn Robert einen Revolver ins Gefängnis zu schmuggeln. Mit diesem gelang es Garrow nicht nur, einen Wachmann zu überwältigen, sondern mit diesem als Geisel aus dem Gefängnis auszubrechen. Ihm gelang es, wie bereits fünf Jahre zuvor, in den Wäldern der Umgebung Unterschlupf zu finden. Drei Tage gelang es ihm so, seinen Verfolgern zu entgehen. Als diese ihn am 11. September 1978 entdeckten, kam es zu einem kurzen Feuergefecht; an dessen Ende Robert Garrow tödlich getroffen zu Boden fiel.